# Ploudaniel
Ploudaniel település Franciaországban, Finistère megyében. Lakosainak száma 3738 fő (2022. január 1.). Ploudaniel Landerneau, Le Drennec, Le Folgoët, Kersaint-Plabennec, Lesneven, Plouédern, Plounéventer, Saint-Méen, Saint-Thonan, Trégarantec és Trémaouézan községekkel határos.

## Népesség
A település népességének változása:
| Lakosok száma | 2511 | 3044 | 3406 | 3649 | 3653 | 3658 | 3709 | 3737 | 3750 | 3738 |
|               | 1968 | 1982 | 1990 | 2006 | 2013 | 2015 | 2017 | 2019 | 2020 | 2022 |